# حملات کارکاسون و تربس
در ۲۳ مارس ۲۰۱۸، یک سری حملات تروریستی در شهرهای کارکاسون و تربس در جنوب فرانسه رخ داد. این حملات تروریسم اسلامگرا بود که طی آن ردوآن لاکدیم (به انگلیسی: Redouane Lakdim)، بیست و پنج ساله، فرانسوی-مراکشی (متولد ۱۱ آوریل ۱۹۹۲ در تازا، مراکش)، در کارکاسون به دو سرنشین اتومبیل تیراندازی کرد و باعث کشته شدن مسافر و ربودن آنان شد. سپس او به سمت چهار افسر پلیس آتش گشود و یک نفر را به شدت زخمی کرد. لاکدیم با اتومبیل خود را به تربس نزدیک رساند و در آنجا به یک سوپرمارکت حمله کرد و دو غیرنظامی را کشت، دیگران را زخمی کرد و حداقل یک نفر را به گروگان گرفت. وی با داعش بیعت کرده بود و خواستار آزادی صلاح عبدالسلام بود، عبدالسلام تنها مظنون بازمانده از حملات نوامبر ۲۰۱۵ پاریس است.
یک افسر ارشد ژاندارمری، سرهنگ دوم آرنو بلترام، داوطلب شد که جایش را با یک گروگان زن عوض کند. پس از سه ساعت ایستادن، لاکدیم به او شلیک کرد و با ضربات چاقو کشته شد. یک واحد تاکتیکی پلیس بلافاصله به ساختمان حمله کرد و لاکدیم را کشت. مهاجم توسط خبرگزاری اعماق «سرباز دولت اسلامی» لقب گرفت و رئیس‌جمهور فرانسه این حملات را اقدامی تروریستی اسلامگرا خواند. در این حملات علاوه بر مهاجم، پنج نفر کشته شدند و پانزده نفر زخمی شدند.

## رویدادها

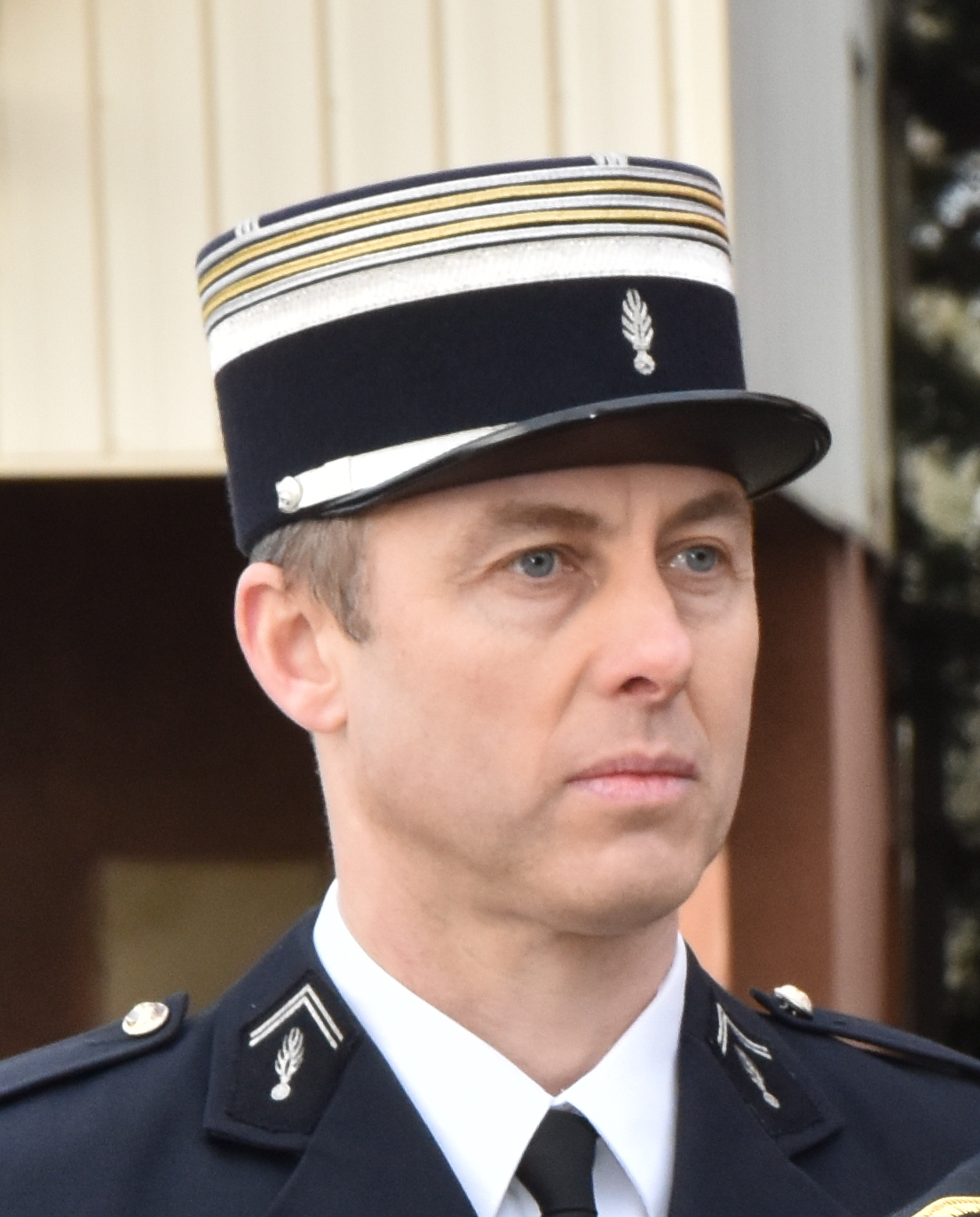
افسر ارشد ژاندارمری، سرهنگ دوم آرنو بلترام

### حملات کارکاسون
کمی قبل از ۱۰ صبح (۹ صبح UTC) روز جمعه ۲۳ مارس ۲۰۱۸، ردوآن لاکدیم، مسلح به یک اسلحه دستی، یک ماشین را در حومه کارکاسون متوقف کرد که رناتو سیلوا، یک پرتغالی و ژان مازیرس از سرنشینان آن بودند. لاکدیم با شلیک گلوله به هر دو سرنشین، مازیرس را کشت و سیلوا را به شدت مجروح کرد، سپس ماشین را دزدید و حرکت کرد. به نظر می‌رسید که او در بیرون از پادگان نظامی منتظر سربازان است، اما پس از آنکه اتومبیل خود را به یک پادگان پلیس رساند، به چهار افسر پلیس حمله کرد که آنها شروع به تیراندازی به سمت مهاجم کردند. یکی از افسران مورد اصابت گلوله قرار گرفت، گلوله به نزدیکی قلبش خورد و در عوض چند دنده را شکست و ریه را سوراخ کرد. در ادامه لاکدیم با سرعت ۵ کیلومتر (۳٫۱ مایل) به سمت تربس رانندگی کرد.

### بحران گروگان‌گیری تربس
حوالی ساعت ۱۱ صبح لاکدیم مسلح به یک قبضه اسلحه، یک چاقوی شکاری و سه بمب دست‌ساز وارد سوپرمارکتی به اسم Super U در تربس شد. داخل آن حدود پنجاه نفر بودند. او « الله اکبر» فریاد زد، و اعلام کرد که او یک سرباز دولت اسلامی (داعش) است و حاضر است که «برای سوریه بمیرد». او دو نفر - یک کارگر سوپرمارکت و یک مشتری - را به ضرب گلوله کشت و دیگران را به گروگان گرفت و به همه دستور داد که روی زمین دراز بکشند. بیشتر کسانی که در این سوپرمارکت بودند موفق به فرار شدند و برخی دیگر در یک سردخانه مخفی شدند. صدها پلیس و ژاندارمری به سرعت وارد شدند، منطقه را محاصره کردند و به تخلیه مردم کمک کردند. آنها لاکدیم را پیدا کردند که چندین گروگان را در دست داشت، از جمله زنی که از او به عنوان سپر انسانی استفاده می‌کرد. یک واحد GIGN که در نزدیکی سوپرمارکت حضور داشت. لاکدیم خواستار آزادی صلاح عبدالسلام، مظنون اصلی دستگیر شده حملات نوامبر ۲۰۱۵ پاریس شد. در جریان درگیری، او مدت کوتاهی از سوپرمارکت بیرون آمد و تهدید کرد که «همه چیز را منفجر خواهد کرد». پلیس مادر و دو خواهر لاکدیم را به پای مذاکره آورد، اما ناموفق بود.
پلیس برای آزادی گروگانها با لاکدیم مذاکره کرد و آرنو بلترام، یک سرهنگ دوم ۴۴ ساله در ژاندارمری ملی فرانسه، پیشنهاد کرد که جایش را با یک گروگان زن عوض کند و لاکدیم موافقت کرد. او در داخل سوپرمارکت به‌طور پنهانی تلفن همراه خود را روشن نگه داشت بنابراین پلیس می‌توانست از بیرون به آن گوش دهد. بعد از سه ساعت گروگان‌گیری، بلترام سعی کرد مهاجم را خلع سلاح کند، در ادامه فریاد زد "حمله! حمله! "آنقدر بلند که از طریق تلفن شنیده شد. در نتیجه، عوامل GIGN بلافاصله در ساعت ۲:۴۰ به سوپرمارکت حمله کردند، بلترام با سه یا چهار بار مورد اصابت گلوله قرار گرفت و به ضربات چاقو توسط مهاجم کشته شد، دو دقیقه بعد مهاجم نیز کشته شد. دو نفر از مأموران GIGN زخمی شدند. اندکی بعد سگ‌های پلیس به داخل ساختمان رفتند و یک آمبولانس و هلی کوپتر وارد پارکینگ شدند. بلترام توسط وزیر کشور و دیگران به خاطر قهرمانی اش مورد ستایش قرار گرفت، اما بعداً بر اثر جراحات در بیمارستان درگذشت. با کالبد شکافی مشخص شد که بلترام بر اثر ضربات چاقو به گلو درگذشت.

## مهاجم
فرد مظنون به نام ردوآن لاکدیم، مرد ۲۵ ساله فرانسوی-مراکشی متولد مراکش شناخته شد. وی به همراه والدین و خواهرانش در کارکاسون زندگی می‌کرد و به‌طور منظم در مسجد کارکاسون حضور داشت. وی دو بار به جرایم کوچک محکوم شده بود و در سال ۲۰۱۶ یک ماه به زندان رفت. لاکدیم در شبکه‌های اجتماعی سلفی بسیار فعال بود و از سال ۲۰۱۴ در فهرست مظنونان افراط گرایان اسلام‌گرا بود. او یک فروشنده کوچک مواد مخدر بود. وی به دلیل «رادیکالیسم و نزدیکی به جنبش‌های سلفی» تحت نظر قرار گرفت ولی هیچ نشانه ای از اینکه قصد حمله دارد را نشان نداده بود. پس از مرگ او در تربس، پلیس به خانه او و همچنین دوستان و نزدیکان وی حمله کرد و با همسایگان مصاحبه کرد، یکی از آنان مهاجم را «یک جوان خوشایند» توصیف نمود. وزیر کشور جرارد کولومب معتقد است که او تنها عمل کرد. در بازرسی از خانه وی یادداشت‌هایی با اشاره به دولت اسلامی پیدا شد که به نظر می‌رسید وصیت نامه اش است. دوست دختر او برای سرویس‌های امنیتی فرانسه شناخته شده بود.

## عواقب و واکنش‌ها
رناتو سیلوا قبل از سرقت ماشینش توسط لاکدیم از ضرب گلوله به سرش جان سالم به در برد و به پرپینیان منتقل شد و به کما رفت. در ۴ آوریل، او از کما بیرون آمد اما نتوانست بدون کمک راه برود و از ناحیه صورت فلج شد و از یک گوش کر شد. رئیس‌جمهور پرتغال، مارسلو ربلو دی سوسا از بیمارستان بازدید کرد. وی در ۲۳ مارس آزاد شد و به خانه خود در ویلموستاوسو، اود (فرانسه) بازگشت.
در ۱۹ اکتبر ۲۰۱۸، سه نفر در ارتباط با اقدامات لاکدیم توسط مقامات فرانسه متهم شدند.

### واکنش‌ها
وزیر امور خارجه فرانسه، جرارد کولمب، پس از اطلاع از اوضاع تربس، گفت که او «در حال رفتن به تربس» بود و اندکی بعد به آنجا رسید. رئیس‌جمهور فرانسه امانوئل مکرون گفت که گروگانگیری «به نظر می‌رسد یک اقدام تروریستی باشد» و ظرف چند ساعت به پاریس برمی گردد تا واکنش رسمی را برنامه‌ریزی کند.
ماکرون بعداً گفت آرنو بلترامه در اقدام علیه تروریسم اسلامی «به عنوان یک قهرمان سقوط کرد» و «جسارت استثنایی» از خود نشان داد.
صبح روز بعد، نام آرنو بلترام بالاترین هشتگ محبوب در نسخه فرانسوی توییتر بود. ایستگاه‌های ژاندارمری در سراسر فرانسه به احترام وی پرچم‌ها را به حالت نیمه برافراشته درآوردند و کاخ ریاست جمهوری الیزه اعلام کرد که به او ادای احترام می‌کنند.
نخست‌وزیر ، ترزا می این حمله «ناجوانمردانه» را نکوهش کرد و گفت که انگلستان «در همبستگی با دوستان و متحدانمان در فرانسه ایستاده‌است، همان‌طور که همیشه آنان در کنار ما هستند».
بنیامین نتانیاهو نخست‌وزیر این حمله را محکوم کرد و بعد از تسلیت گفت: «جهان متمدن برای شکست تروریسم باید متحد و با هم کار کنند». رئیس‌جمهور اسرائیل رووین ریولین نیز این حمله را نکوهش کرد و گفت: «تمام جهان آزاد باید متحد و محکم در برابر ترور بایستند: در اورشلیم، فرانسه و سراسر جهان.»
نخست‌وزیر جاستین ترودو بیانیه ای در محکومیت و همبستگی علیه تروریسم صادر کرد و به نمایندگی از شهروندان خود به دوستان و خانواده قربانیان تسلیت گفت.
رئیس‌جمهور دونالد ترامپ با انتشار بیانیه ای در توئیتر "اقدامات خشونت آمیز مهاجم و هر کسی که از آن حمایت کند" را محکوم کرد؛ و نوشت، "ما با شما هستیم @EmmanuelMacron!" (به انگلیسی: !we are with you @EmmanuelMacron)